# Перечный слизняк
Перечный слизняк (лат. Scrobicularia plana) — вид морских двустворчатых моллюсков семейства Semelidae отряда Cardiida.

## Описание
Раковина овальной формы, плоская, тонкая, с гладкими краями, длиной до 65 мм. Снаружи белого, светло-серого или желтоватого цвета. Внутренняя поверхность белого или желтоватого цвета.
Вид обитает в литоральной зоне и эстуариях. Закапывается в песок на глубину до 20 см. Размножение раздельнополых моллюсков происходит летом. Продолжительность жизни может составлять до 18 лет.
Вид распространён у побережья Северного моря и Атлантики от Норвегии до Западной Африки, а также в Балтийском и Средиземном морях.
Употребляется в пищу благодаря своему острому перечному вкусу.